# Kruis van Sint-Joris
Het Kruis van Sint-Joris is een bekend heraldisch element. Het kruis van Sint-Joris komt onder andere voor in de ster van de Orde van de Kousenband, het wapen van Amersfoort, de vlag van Engeland, de vlag van Georgië, de vlag van Genua en de ster van de Huisridderorde van de Heilige Georg in Beieren.
De vormgeving is altijd gelijk: een helderrood Latijns kruis op een witte achtergrond.